# Црногорац к свемогућему Богу
"Црногорац к свемогућему Богу" је рефлексивна поема. Припада првој фази Његошевог стваралаштва. Састављена је од 160 стихова. У овој поеми двадесетједногодишњи песник, са неуобичајеном зрелошћу за те године, почиње се бавити најсложенијим питањима егзистенције.